# Stefan Chwin
Stefan Chwin (* 11. dubna 1949 Gdaňsk) je polský spisovatel, publicista, literární kritik a grafik, mimořádný profesor na Filologické fakultě Gdaňské univerzity. Coby literární vědec se zabývá především romantismem.

## Dílo
Podobně jako gdaňští rodáci Paweł Huelle nebo Günter Grass se Chwin často obrací k dějinám Gdaňska a polsko-německým vztahům.
Největší ohlas vzbudil Chwinův román Hanemann (1995), který byl přeložen do několika světových jazyků a získal mj. cenu týdeníku Polityka. Hanemann je německým profesorem anatomie, který přihlíží zániku Svobodného města Gdaňsk, nacistické správě, zkáze města, předání Polsku a přílivu uprchlík z východu. Kromě příběhů lidí si všímá také příběhů běžných věcí, např. nádobí. Zároveň se v románu vynořuje motiv sebevraždy, odkazující mj. na romantického básníka Heinricha von Kleista.

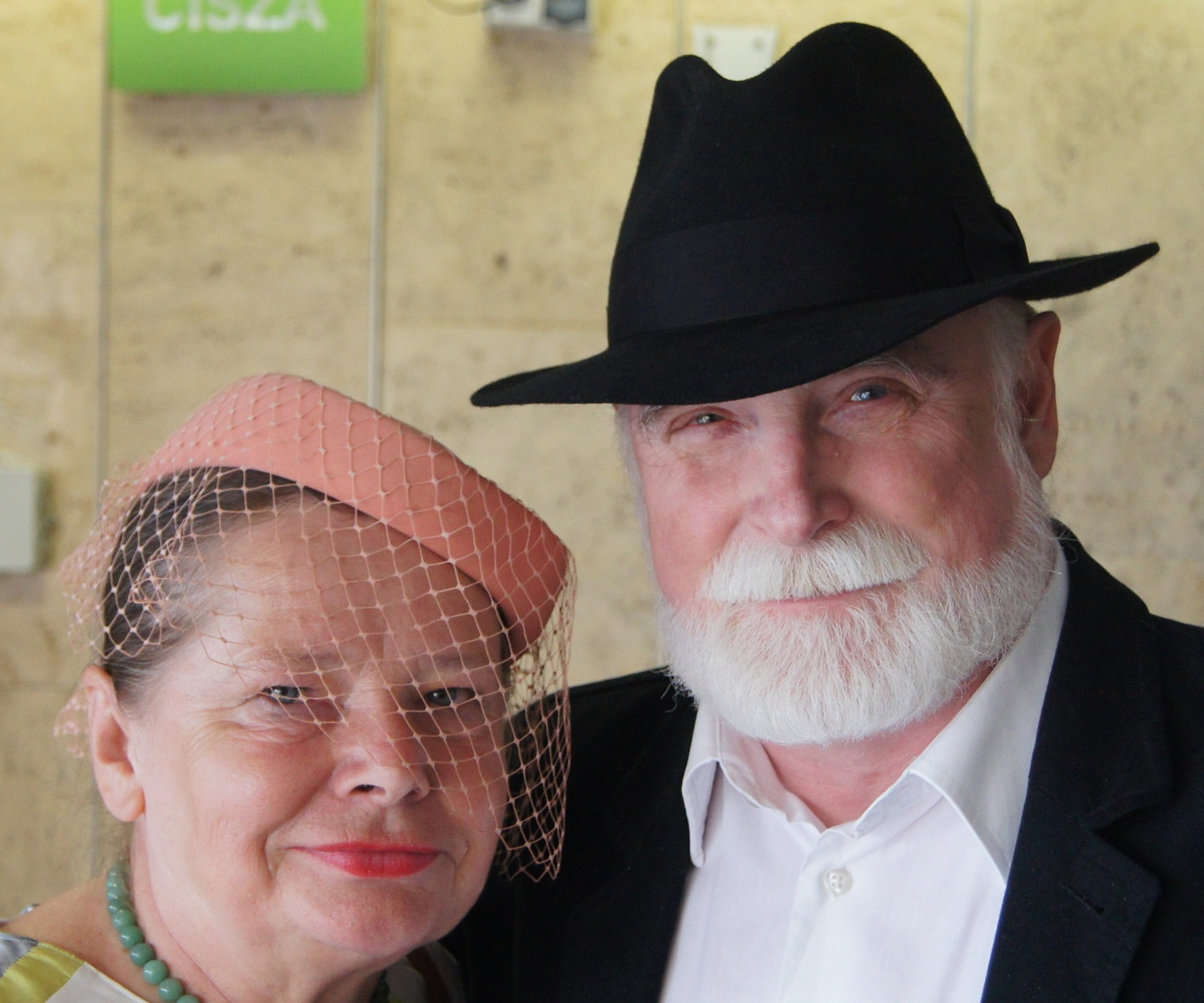
Stefan a Krystyna Chwinovi

- Stefan a Krystyna ChwinoviLudzie-skorpiony (pod pseudonymem Max Lars)
- Człowiek-Litera (pod pseudonymem Max Lars)
- Wspólna kąpiel
- Bez autorytetu (szkice krytyczne)
- Krótka historia pewnego żartu (1991)
- Literatura i zdrada (1993)
- Hanemann (1995, česky 2005)
- Romantyczna przestrzeń wyobraźni (1998)
- Esther (1999)
- Złoty pelikan (2003)
- Kartki z dziennika (2004)
- Żona prezydenta (2005)
- Dolina Radości (2006)
- Dziennik dla dorosłych (2008)